# Orgelbouwmuseum
Het Orgelbouwmuseum (Duits: Orgelbaumuseum) is een museum in Ostheim vor der Rhön in de Duitse deelstaat Beieren. Het is vernoemd naar de orgelbouwtraditie in deze streek. Het toont een collectie van vijfentwintig nog werkende orgels en verschillende andere muziekinstrumenten en er wordt ingegaan op de bouwtechniek en de muziekgeschiedenis.

## Vestiging in het slot Hanstein
Het is gevestigd in het Slot Hanstein dat in het jaar 1490 werd gebouwd en in 1604 werd uitgebreid. Het behoorde tot het rijksridderlijke adelshof van Ostheim en het pand kwam in 1868 in handen van de stad.
De vereniging Orgelbaumuseum - Schloß Hanstein - Ostheim werd in het voorjaar van 1993 opgericht. Samen met de plaatselijke orgelbouwer Hoffmann & Schindler werd een collectie verzameld die sinds de opening van het museum in 1994 aan het publiek wordt getoond.

## Traditie
De traditie van de orgelbouw in Ostheim begon in de 17e eeuw en voert terug op de volgende orgelbouwers:
- Andreas Weiß (1596-1670)
- Johann Christoph Hart (1641-1719)
- Johann Ernst Döring (1704-1787)
- Johann Georg Schenk (1758-1825)
- Johann Georg Markert (1781-1835)
- Johann Georg Markert (1813-1891)
- Otto Reinhold Markert (1860-1944)
- Louis Hoffmann (1906-1965)
- Otto Hoffmann (1913-2004)
- Horst Hoffmann (1944)
- Günter Hoffmann (1947)

De traditie wordt aan het begin van de 21e eeuw nog voortgezet door het orgelbouwbedrijf Hoffmann & Schindler. Hieronder volgen enkele voorbeelden van kerkorgels die door hen gemaakt zijn:
| St. Maria und Johannes, Pommersfelden, 1986 |  | Dom der Rhön, Rhönblick-Helmershausen, 2011 |
| St. Maria und Johannes, Pommersfelden, 1986 |  | Dom der Rhön, Rhönblick-Helmershausen, 2011 |

## Collectie
Het museum beslaat een oppervlakte van bij elkaar 700 m² en is ingericht in 15 ruimtes verdeeld over vier verdiepingen. De collectie bestaat uit 700 stukken die een geschiedenis weergeven van 2000 jaar orgelbouw. In het museum staan vijfentwintig nog werkende orgels waaronder enkele reconstructies van historische exemplaren.
Een ervan is in de Romaanse stijl en werd nagebouwd aan de hand van een geschrift uit circa 1122 van de Benedictijnse monnik Theophilius uit Corvey. Ook is een gotisch blokwerk uit 1350 gereconstrueerd waarvan het origineel zich in het Statelijk historisch museum in Stockholm bevindt.
In het museum worden ook andere muziekinstrumenten getoond en wordt ingegaan op de bouwtechnieken en de muziekgeschiedenis. Ook komt de klank aan bod en bestaat er de mogelijkheid om instrumenten uit te proberen. Daarnaast zijn er wisselende exposities te zien.
Het museum organiseert verder nog orgelwandeltochten, concerten, lezingen, congressen en af en toe worden er reizen georganiseerd naar historische orgels in het Rhöngebied.